# PHYLIP
PHYLIP (PHYLogeny Inference Package) — програмне забезпечення для побудови філогенетичних дерев. Пакет складається з 35 програм, які не мають графічного інтерфейсу. Вхідні дані представлено у власному форматі PHYLIP. Файл outtree, що містить дерево, представлений в універсальному Ньюїк-форматі.
З вересня 1980 року, моменту першого виходу програми, має понад 28000 офіційно зареєстрованих користувачів.
Існує ряд програмних продуктів, що надають графічний інтерфейс до функціоналу PHYLIP. Російською мовою безкоштовно поширюється система UGENE, що дозволяє будувати дерева за алгоритмами PHYLIP, візуалізувати їх, а також зберігати у форматі Newick.

## Програми PHYLIP
| Назви програми | опис програми |
| -------------- | --- |
| protpars       | Оцінює філогенію білкових послідовностей за допомогою методу максимальної ощадливості. |
| dnapars        | Оцінює філогенію ДНК послідовностей за допомогою методу максимальної ощадливості. |
| dnapenny       | ДНК метод гілок і меж. Шукає всі найбільш економні філогенії для амінокислотних послідовностей. |
| dnamove        | Інтерактивна побудова філогенії з амінокислотних послідовностей, оцінка за допомогою методу максимальної економії для ДНК. |
| dnacomp        | Оцінка філогенії за даними амінокислотних послідовностей за допомогою критерію сумісності. |
| dnaml          | Оцінює філогенію по нуклеотидних послідовностях, використовуючи метод максимальної правдоподібності. |
| dnamlk         | ДНК метод максимальної правдоподібності з молекулярними годинниками. |
| proml          | Оцінює філогенію за послідовностями амінокислот за допомогою методу максимальної правдоподібності. |
| promlk         | Метод максимальної правдоподібності з молекулярними годинниками для білкових послідовностей. |
| restml         | Оцінка філогенії методом максимальної правдоподібності з використанням інформації про сайти рестрикції (присутність або відсутність індивідуальних сайтів). |
| dnainvar       | Для даних про послідовності нуклеїнової кислоти за чотирма видами, обчислює філогенетичні інваріанти Lake's і Cavender's, які перевіряють альтернативну топологію дерева. |
| dnadist        | Метод відстаней для ДНК, який обраховує по амінокислотних послідовностям 4 різні дистанції між особинами. Відстань потім може бути використано в програмах з матрицями відстаней. |
| protdist       | Оцінка відстані по методу найбільшої правдоподібності. |
| restdist       | Відстані, розраховані за даними про сайти рестрикції або даних про фрагменти рестрикції. |
| seqboot        | Зчитує дані і видає набір даних за допомогою статистичного бутстрепа. |
| fitch          | Метод матриці відстані Fitch-Margoliash. Оцінка філогенії за даними про матрицю відстані за допомогою «моделі сукупного дерева», згідно з якою відстані, як очікується, будуть дорівнювати сумам довжин гілок між видами. |
| kitsch         | Метод матриці відстані Fitch-Margoliash з молекулярними годинниками. Оцінка філогенії за даними про матрицю відстані за допомогою «ультраметричної» моделі, яка збігається з моделлю сукупного дерева, за винятком того, що до уваги прийняті еволюційні годинники.                                                                                  |
| neighbor       | Реалізація методу Neighbor-Joining (методу приєднання сусідів) і методу UPGMA (метод невиваженого попарного угруповання з усередненням). |
| contml         | Оцінює філогенію за даними частоти генів методом максимальної правдоподібності (всі відмінності через дрейф генів під час відсутності нових мутацій). Ця програма також може проводити аналіз методом максимальної правдоподібності ознаки, які еволюціонують як модель броунівського руху, припускаючи, що ознаки еволюціонують з рівною швидкістю. |
| contrast       | Читає дерево з файлу і видає незалежні відмінності для ознак, щоб потім використовувати їх в багатовимірній статистиці. |
| gendist        | Програма генетичних відстаней, яка обраховує по одній з трьох формул генетичних відстаней використовуючи дані про частоту генів. |
| pars           | Невпорядкований метод ощадливості з багатьма станами, який би розглядав окремі ознаки. |
| mix            | Оцінка філогенії деякими методами ощадливості для дискретних ознак з двома станами (0 і 1). Дозволяє використовувати метод ощадливості Вагнера, метод ощадливості Camin-Sokal або їх довільну комбінацію. |
| penny          | Поділ або зв'язування змішаних методів, які знаходять все більшу ощадливість філогенії для даних за окремими ознаками з двома станами, для методу Вагнера, Camin-Sokal, і змішаних критеріїв ощадливості використовується метод гілок-і-меж точного пошуку.                                                                                          |
| move           | Інтерактивне конструювання філогенії від даних за окремими ознаками з двома станами (0 і 1). Оцінює ощадливість і критерії сумісності тієї філогенії і показує відновлені стани по всьому дереву. |
| dollop         | Оцінка філогенії за допомогою Dollo або критеріями ощадливості поліморфізму даних про окремі ознаки з двома станами (0 і 1). |
| dolpenny       | Знаходить усю більшість економної філогенії для даних окремих ознак з двома станами, для Dollo або критеріїв ощадливості поліморфізму, використовується метод гілок-і-меж точного пошуку. |
| dolmove        | Інтерактивне конструювання філогенії за даними по окремій ознаці з двома станами (0 і 1) використовуючи Dollo або критерії ощадливості поліморфізму. Оцінює ощадливість і критерії сумісності філогенії і показує відновлені стани по всьому дереву.                                                                                                 |
| clique         | Знаходить найчисленніший пул взаємно сумісних знаків і філогенію, яку вони рекомендують для даних про окрему ознаку з двома станами (0 і 1). Найчисленніша пул (або всі пули в межах даного діапазону найбільшого розміру) знаходяться дуже швидким методом пошуку гілок і зв'язків.                                                                 |
| factor         | Перекодуюча програма ознаки, яка бере дискретні дані з багатьма станами з ознакою стану дерев і виробляє відповідний набір даних з двома станами (0 і 1). |
| drawtree       | Програма малює не вкорінене дерево подібно до drawgram. |
| consense       | Консенсусна програма дерева, яка обчислює консенсус дерева за допомогою методу majority-rule consensus tree, який також дозволяє легко знаходити строгий консенсус дерева. |
| treedist       | Обчислює Robinson-Foulds симетричні відмінності відстаней між деревами, які допускають відмінності в топології дерева. |
| retree         | Інтерактивна програма перебудови дерева, яка читає в дереві (з довжинами гілок, якщо необхідно) і дозволяє вам переукорінювати дерево, клацати гілками, змінювати імена видів і довжини гілок, і потім виписувати результат. Може використовуватися, щоб конвертувати вкорінені і не вкорінені дерева між собою.                                     |

#### Ресурси Інтернету
- http://evolution.genetics.washington.edu/phylip.html [Архівовано 11 січня 2006 у Wayback Machine.]